# A mohák rendszertana
Ebben a szócikkben a mohák legmodernebb rendszertani ismertetését szeretnénk közölni. A taxonómiai leírások az újabb és újabb kutatásoknak köszönhetően folyamatosan változnak még gyakran magasabb rendszertani szinteken is. Az elmúlt évek nagy előrelépését a genetikai kutatások jelentették. A mohák korábbi rendszertani besorolása elsősorban a növények külső megjelenése, morfológiai bélyegei alapján történt és főleg a sporofitonok és ivarszervek voltak ebben meghatározóak. A 2000-es évektől megkezdődött a molekuláris biológia fejlődésének köszönhetően a növények DNS szekvenciáinak feltárása és a legújabb rendszertani leírásokban már ezt is felhasználták a növények, így a mohák rendszerezésére is.

## Részletes rendszertani felsorolás
Ez a taxon lista bemutatja a mohák rendszertani besorolását családok szintjéig.

### Becősmoháktörzse
- Törzs: Becősmohák (Anthocerotophyta)
  - Osztály: Anthocerotopsida
    - Alosztály: Anthocerotidae
      - Rend: Anthocerotales
        - Család: Anthocerotaceae Dumort

    - Alosztály: Dendrocerotidae
      - Rend: Dendrocerotales
        - Család: Dendrocerotaceae (Milde) Hässel emend Duff et al.

      - Rend: Phymatocerotales
        - Család: Phymatocerotaceae R. J. Duff

    - Alosztály: Notothylatidae
      - Rend: Notothyladales
        - Család: Notothyladaceae Müll. Frib. ex Prosk.

  - Osztály: Leiosporocerotopsida
    - Rend: Leiosporocerotales
      - Család: Leiosporocerotaceae Hässel ex Ochyra

### Májmoháktörzse
- Törzs: Májmohák (Marchantiophyta)
  - Osztály: Haplomitriopsida
    -       - Rend: Haplomitriales syn.:Calobryales
        - Család: Haplomitriaceae Dědeček

      - Rend: Treubiales
        - Család: Treubiaceae Verd

  - Osztály: Leveles májmohák (Jungermanniopsida)
    - Alosztály: Jungermanniidae
      - Rend: Jungermanniales
        - Alrend: Cephaloziinae
        - Család: Adelanthaceae Grolle
        - Család: Anastrophyllaceae L. Sröderstr.
        - Család: Cephaloziaceae Mig.
        - Család: Cephaloziellaceae Douin
        - Család: Lophoziaceae Cavers
        - Család: Scapaniaceae Mig.
        - Alrend: Jungermanniineae
        - Család: Acrobolbaceae E. A. Hodgs
        - Család: Antheliaceae R.M.Schust.
        - Család: Arnelliaceae Nakai
        - Család: Balantiopsidaceae H. Buch
        - Család: Blepharidophyllaceae R.M. Schust. ex J.J. Engel
        - Család: Calypogeiaceae Arnell
        - Család: Endogemmataceae Konstant.
        - Család: Geocalycaceae H. Klinggr.
        - Család: Gymnomitriaceae H. Klinggr.
        - Család: Gyrothyraceae R.M. Schust.
        - Család: Harpanthaceae Arnell
        - Család: Hygrobiellaceae Konstant. et Vilnet
        - Család: Jackiellaceae R.M. Schust.
        - Család: Jungermanniaceae Rchb.
        - Család: Notoscyphaceae Crand.-Stotl.
        - Család: Saccogynaceae Heeg
        - Család: Solenostomataceae Stotler et Crand.-Stotl.
        - Család: Southbyaceae Váňa
        - Család: Stephaniellaceae R.M. Schust.
        - Család: Trichotemnomaceae R.M. Schust.
        - Alrend: Lophocoleineae
        - Család: Blepharostomataceae W.Frey et M.Stech
        - Család: Brevianthaceae J.J. Engel et R.M. Schust.
        - Család: Chonecoleaceae R.M. Schust. ex Grolle
        - Család: Grolleaceae Solari ex R.M.Schust.
        - Család: Herbertaceae Müll. Frib. ex Fulford et Hatcher
        - Család: Lepicoleaceae R.M. Schust.
        - Család: Lepidoziaceae Limpr.
        - Család: Lophocoleaceae Vanden Berghen
        - Család: Mastigophoraceae R.M. Schust.
        - Család: Plagiochilaceae Müll. Frib.
        - Család: Pseudolepidocoleaceae Fulford et J. Taylor
        - Család: Trichocoleaceae Nakai
        - Alrend: Myliineae
        - Család: Myliaceae Schljakov
        - Alrend: Perssoniellineae
        - Család: Schistochilaceae H. Buch

      - Rend: Porellales
        - Alrend: Jubulineae
        - Család: Frullaniaceae Lorch.
        - Család: Jubulaceae H. Klinggr.
        - Család: Lejeuneaceae Cavers
        - Alrend: Porellineae
        - Család: Goebeliellaceae Verd.
        - Család: Lepidolaenaceae  Nakai
        - Család: Porellaceae Cavers
        - Alrend: Radulineae
        - Család: Radulaceae Müll. Frib.

      - Rend: Ptilidiales
        - Család: Herzoginthaceae Stotler et Crand.-Stotl.
        - Család: Neotrichocoleaceae Inoue
        - Család: Ptilidiaceae H.Klinggr.

    - Alosztály: Metzgeriidae
      - Rend: Metzgeriales
        - Család: Aneuraceae H.Klinggr.
        - Család: Metzgeriaceae H.Klinggr.

      - Rend: Pleuroziales
        - Család: Pleuroziaceae Müll. Frib.

    - Alosztály: Pelliidae
      - Rend: Fossombroniales
        - Alrend: Calyculariineae
        - Család: Calyculariaceae He-Nygrén
        - Alrend: Fossombroniineae
        - Család: Allisoniaceae Schljakov
        - Család: Fossombroniaceae Hazsl.
        - Család: Petalophyllaceae Stotler et Crand.-Stotl.
        - Alrend: Makinoiineae
        - Család: Makinoaceae Nakai

      - Rend: Pallaviciniales
        - Alrend: Pallaviciniineae
        - Család: Hymenophytaceae R.M. Schust.
        - Család: Moerckiaceae 
        - Család: Pallaviciniaceae 
        - Család: Sandeothallaceae R.M. Schust.
        - Alrend: Phyllothalliineae
        - Család: Phyllothalliaceae E.A. Hodgs. ex T. Katag.

      - Rend: Pelliales
        - Család: Noterocladaceae W. Frey et M. Stech.
        - Család: Pelliaceae H.Klinggr.

  - Osztály: Telepes májmohák (Marchantiopsida)[4]
    - Alosztály Blasiidae He-Nygrén et al. 2006
      - Rend Blasiales Stotler & Crandall-Stotler 2000
        - Család †Treubiitaceae Schuster 1980
        - Család Blasiaceae von Klinggräff 1858

    - Alosztály Marchantiidae Engler 1893 sensu He-Nygrén et al. 2006
      - Rend Neohodgsoniales Long 2006
        - Család Neohodgsoniaceae Long 2006

      - Rend Sphaerocarpales Cavers 1910 (bottle liverworts)
        - Család Monocarpaceae Carr ex Schelpe 1969
        - Család Riellaceae Engler 1892
        - Család Sphaerocarpaceae Heeg 1891

      - Rend Lunulariales Long 2006
        - Család Lunulariaceae von Klinggräff 1858

      - Rend Marchantiales Limpricht 1877 (complex thalloids)
        - Család Marchantiaceae Lindley 1836
        - Család Aytoniaceae Cavers 1911  [Rebouliaceae; Grimaldiaceae]
        - Család Cleveaceae Cavers 1911  [Sauteriaceae]
        - Család Monosoleniaceae Inoue 1966
        - Család Conocephalaceae Müller ex Grolle 1972
        - Család Targioniaceae Dumortier 1829
        - Család Wiesnerellaceae Inoue 1976
        - Család Dumortieraceae Long 2006
        - Család Monocleaceae Frank 1877 
        - Család Oxymitraceae Müller ex Grolle 1972
        - Család Ricciaceae Reichenbach 1828
        - Család Corsiniaceae Engler 1892  [incl. Exormothecaceae Müller ex Grolle 1972]
        - Család Cyathodiaceae Stotler & Crandall-Stotler 2000

### Lombosmoháktörzse
- Törzs: Lombosmohák (Bryophyta)[5]
  - Altörzs: Takakiophytina
    - Osztály: Takakiopsida
      - Rend: Takakiales
        - Család: Takakiaceae Stech & W. Frey

  - Altörzs: Sphagnophytina
    - Osztály: Sphagnopsida
      - Rend: Sphagnales
        - Család: Ambuchananiaceae Seppelt & H. A. Crum
        - Család: Flatbergiaceae A.J. Shaw
        - Család: Sphagnaceae Dumort.

  - Altörzs: Andreobryophytina
    - Osztály: Andreaeopsida
      - Rend: Andreaeales
        - Család: Andreaeaceae Dumort. - Gránitmohafélék

  - Altörzs: Andreaeobryophytina
    - Osztály: Andreaeobryopsida
      - Rend: Andreaeobryales
        - Család: Andreaeobryaceae Steere

  - Altörzs: Bryophytina
    - Osztály: Oedipodiopsida
      - Rend: Oedipodiales
        - Család: Oedipodiaceae Schimp.

    - Osztály: Polytrichopsida
      - Rend: Polytrichales
        - Család: Polytrichaceae Schwägr.

    - Osztály: Tetraphidopsida
      - Rend: Tetraphidales
        - Család: Tetraphidaceae Schimp.

    - Osztály: Bryopsida
      - Alosztály: Buxbaumiidae
        - Rend: Buxbaumiales
          - Család: Buxbaumiaceae Schimp.

      - Alosztály: Diphysciidae
        - Rend: Diphysciales
          - Család: Diphysciaceae M. Fleisch.

      - Alosztály: Gigaspermidae
        -  Rend: Gigaspermales
          - Család: Gigaspermaceae Lindb.

      - Alosztály: Timmiidae
        - Rend: Timmiales
          - Család: Timmiaceae Schimp.

      - Alosztály: Funariidae
        - Rend: Disceliales
          - Család: Disceliaceae Schimp.

        - Rend: Encalyptales
          - Család: Bryobartramiaceae Sainsb.
          - Család: Encalyptaceae Schimp.

        - Rend: Funariales
          - Család: Funariaceae Schwägr. - Gyommohafélék

      - Alosztály: Dicranidae
        - Főrend: Protohaplolepidae
          - Család: Catoscopiaceae Broth.
          - Család: Timmiellaceae Y.Inoue & H.Tsubota
          - Család: Distichiaceae Schimp.
          - Család: Flexitrichaceae Ignatov & Fedosov

        - Rend: Pseudotrichales
          - Család: Chrysoblastellaceae Ignatov & Fedosov
          - Család: Pseudoditrichaceae Steere & Z. Iwats

        - Rend: Scouleriales
          - Család: Drummondiaceae Goffinet 
          - Család: Scouleriaceae S.P. Churchill in Funk & D.R. Brooks

        - Rend: Bryoxiphiales
          - Család: Bryophixiaceae Besch.

        - Rend: Grimmiales
          - Család: Grimmiaceae Arn.
          - Család: Ptychomitriaceae Schimp.
          - Család: Saelaniaceae Ignatov & Fedosov.
          - Család: Seligeriaceae Schimp.

        - Rend: Archidiales
          - Család: Archidiaceae Schimp.

        - Rend: Dicranales
          - Család: Bruchiaceae Schimp.
          - Család: Calymperaceae Kindb.
          - Család: Dicranaceae Schimp.
          - Család: Ditrichaceae Limpr.
          - Család: Erpodiaceae Broth.
          - Család: Eustichiaceae Broth.
          - Család: Fissidentaceae Schimp.
          - Család: Hypodontiaceae Stech & W. Frey
          - Család: Leucobryaceae Schimp.
          - Család: Micromitriaceae Smyth ex Goffinet & Budke
          - Család: Rhabdoweisiaceae Limpr.
          - Család: Rhachitheciaceae H. Rob
          - Család: Schistostegaceae Schimp.
          - Család: Viridivelleraceae I.G. Stone

        - Rend: Pottiales
          - Család: Mitteniaceae Broth.
          - Család: Pleurophascaceae Broth.
          - Család: Pottiaceae Schimp.
          - Család: Serpotortellaceae W. D. Reese & R. H. Zander

      - Alosztály: Bryidae
        - Rend: Splachnales
          - Család: Meesiaceae Schimp.
          - Család: Splachnaceae Grev. & Arn.

        - Rend: Bryales
          - Család: Bryaceae Schwägr.
          - Család: Leptostomataceae Schwägr.
          - Család: Mniaceae Schwägr.
          - Család: Phyllodrepaniaceae Crosby
          - Család: Pulchrinodaceae D. Quandt, N.E. Bell & Stech

        - Rend: Bartramiales
          - Család: Bartramiaceae Schwägr.

        - Rend: Orthotrichales
          - Család: Orthotrichaceae Arn.

        - Rend: Hedwigiales
          - Család: Hedwigiaceae Schimp.
          - Család: Helicophyllaceae Broth.
          - Család: Rhacocarpaceae Kindb.

        - Rend: Rhizogoniales
          - Család: Aulacomniaceae Schimp.
          - Család: Orthodontiaceae Goffinet
          - Család: Rhizogoniaceae Broth.

        - Rend: Hypnodendrales
          - Család: Braithwaiteaceae N.E. Bell, A.E. Newton & D. Quandt
          - Család: Hypnodendraceae Broth.
          - Család: Pterobryellaceae (Broth.) W.R. Buck & Vitt
          - Család: Racopilaceae Kindb.

        - Rend: Ptychomniales
          - Család: Ptychomniaceae M. Fleisch.

        - Rend: Hookeriales
          - Család: Daltoniaceae Schimp.
          - Család: Hookeriaceae Schimp.
          - Család: Hypopterygiaceae Mitt.
          - Család: Leucomiaceae Broth.
          - Család: Pilotrichaceae Kindb.
          - Család: Saulomataceae W.R. Buck, C.J. Cox, A.J. Shaw & Goffinet
          - Család: Schimperobryaceae W.R. Buck, C.J. Cox, A.J. Shaw & Goffinet.

        - Rend: Hypnales
          - Család: Amblystegiaceae G. Roth
          - Család: Anomodontaceae Kindb.
          - Család: Brachytheciaceae G. Roth
          - Család: Calliergonaceae Vanderpoorten, Hedenäs, C.J. Cox & A.J. Shaw.
          - Család: Catagoniaceae W.R. Buck & Ireland
          - Család: Climaciaceae Kindb.
          - Család: Cryhphaeaceae Schimp.
          - Család: Echinodiaceae Broth.
          - Család: Entodontaceae Kindb.
          - Család: Fabroniaceae Schimp.
          - Család: Fontinalaceae Schimp.
          - Család: Helodiaceae Ochyra
          - Család: Hylocomiaceae M. Fleisch.
          - Család: Hypnaceae Schimp.
          - Család: Lembophyllaceae Broth.
          - Család: Leptodontaceae Schimp.
          - Család: Lepyrodontaceae Broth.
          - Család: Leskeaceae Schimp.
          - Család: Leucodontaceae Schimp.
          - Család: Meteoriaceae Kindb.
          - Család: Microtheciellaceae H.A. Mill. & A.J. Harr.
          - Család: Miyabeaceae Enroth, S. Olsson, Buchbender, Hedenäs, Huttunen & D. Quandt
          - Család: Myriniaceae Schimp.
          - Család: Myuriaceae M. Fleisch.
          - Család: Neckeraceae Schimp.
          - Család: Orthorrhynchiaceae S.H. Lin
          - Család: Phyllogoniaceae Kindb.
          - Család: Plagiotheciaceae M. Fleisch.
          - Család: Prionodontaceae Broth.
          - Család: Pterigynandraceae Schimp.
          - Család: Pterobryaceae Kindb.
          - Család: Pylaisiadelphaceae Goffinet & W.R. Buck
          - Család: Regmatodontaceae Broth.
          - Család: Rhizofabroniaceae Huttunen, Ignatov, D.Quandt & Hedenäs.
          - Család: Rhytidiaceae Broth.
          - Család: Rutenbergiaceae M. Fleisch.
          - Család: Sematophyllaceae Broth.
          - Család: Sorapillaceae M. Fleisch.
          - Család: Sterophyllaceae W. R. Buck & Ireland
          - Család: Symphydontaceae M. Fleisch.
          - Család: Theliaceae M. Fleisch.
          - Család: Thuidiaceae Schimp.
          - Család: Trachylomataceae W. R. Buck & Vitt

## Fordítás
Ez a szócikk részben vagy egészben  a   Systematik der Moose című német Wikipédia-szócikk ezen változatának fordításán alapul.  Az eredeti cikk szerkesztőit annak laptörténete sorolja fel. Ez a jelzés csupán a megfogalmazás eredetét és a szerzői jogokat jelzi, nem szolgál a cikkben szereplő információk forrásmegjelöléseként.